# Qualificazioni al campionato mondiale di calcio 2026 - CAF - girone C
Questa voce raccoglie i risultati delle partite del girone C delle qualificazioni al Campionato mondiale di calcio 2026 per la zona africana.

## Classifica
| Squadra   | Pt | G | V | N | P | GF | GS | DR |
| --------- | -- | - | - | - | - | -- | -- | -- |
| Sudafrica | 13 | 6 | 4 | 1 | 1 | 10 | 5  | +5 |
| Ruanda    | 8  | 6 | 2 | 2 | 2 | 4  | 4  | 0  |
| Benin     | 8  | 6 | 2 | 2 | 2 | 6  | 7  | -1 |
| Nigeria   | 7  | 6 | 1 | 4 | 1 | 7  | 6  | +1 |
| Lesotho   | 6  | 6 | 1 | 3 | 2 | 4  | 5  | -1 |
| Zimbabwe  | 4  | 6 | 0 | 4 | 2 | 5  | 9  | -4 |

## Risultati

### 1ª giornata
| Butare 15 novembre 2023, ore 15:00 UTC+2 | Ruanda             | 0 – 0 referto | Zimbabwe | Stade Huye (7.500 spett.)\| Arbitro: \| Mohamed Ali Moussa \| |
| Arbitro:                                 | Mohamed Ali Moussa |               |          |                                                               |

| Arbitro: | Mehrez Malki |

|           |           |              |
| Ajayi 67’ | Marcatori | 56’ Mkwanazi |

| Arbitro: | Mahmood Ismail |

|                    |           |            |
| Tau 2’ Mudau 45+2’ | Marcatori | 70’ Mounié |

### 2ª giornata
| Arbitro: | Souleiman Ahmed Djama |

|            |           |               |
| Musona 26’ | Marcatori | 67’ Iheanacho |

| Durban 21 novembre 2023, ore 15:00 UTC+2 | Lesotho            | 0 – 0 referto | Benin | Moses Mabhida Stadium (1.000 spett.)\| Arbitro: \| Tsegay Mogos Teklu \| |
| Arbitro:                                 | Tsegay Mogos Teklu |               |       |                                                                          |

| Arbitro: | Amin Omar |

|                        |           |  |
| Nshuti 12’ Mugisha 28’ | Marcatori |  |

### 3ª giornata
| Arbitro: | Dahane Beida |

|           |           |  |
| Dokou 37’ | Marcatori |  |

| Arbitro: | Thulani Sibandze |

|  |           |                               |
|  | Marcatori | 21’ Rasethuntša 31’ Thabantso |

| Arbitro: | Alhadi Allaou Mahamat |

|                  |           |           |
| Dele-Bashiru 46’ | Marcatori | 29’ Zwane |

### 4ª giornata
| Arbitro: | Pierre Atcho |

|                         |           |              |
| Dossou 37’ Mounié 45+3’ | Marcatori | 27’ Onyedika |

| Arbitro: | Mohamed Maarouf Eid Mansour |

|                            |           |            |
| Rayners 1’ Morena 55’, 76’ | Marcatori | 2’ Chirewa |

| Arbitro: | Aklesso Gnama |

|  |           |             |
|  | Marcatori | 67’ Kwizera |

### 5ª giornata
| Arbitro: | Bamlak Tessema Weyesa |

|                        |           |                      |
| Munetsi 44’ Musona 59’ | Marcatori | 12’ Mounié 35’ Dokou |

| Arbitro: | Mohamed Diraneh Guedi |

|                        |           |  |
| Mofokeng 60’ Adams 64’ | Marcatori |  |

| Arbitro: | Jalal Jayed |

|  |           |                    |
|  | Marcatori | 11’, 45+3’ Osimhen |

### 6ª giornata
| Arbitro: | Dahane Beida |

|  |           |                      |
|  | Marcatori | 53’ Foster 84’ Adams |

| Arbitro: | Tsegay Mogos Teklu |

|             |           |             |
| Osimhen 74’ | Marcatori | 90’ Chirewa |

| Arbitro: | Antoine Effa |

|             |           |              |
| Kwizera 58’ | Marcatori | 82’ Fothoane |

### 7ª giornata
| Abidjan 5 settembre 2025, ore 16:00 UTC+0 | Benin | – referto | Zimbabwe | Stadio olimpico Alassane Ouattara |

| Bloemfontein 5 settembre 2025, ore 18:00 UTC+2 | Lesotho | – referto | Sudafrica | Free State Stadium |

| Uyo 6 settembre 2025, ore 17:00 UTC+1 | Nigeria | – referto | Ruanda | Godswill Akpabio International Stadium |

### 8ª giornata
| Johannesburg 9 settembre 2025, ore 15:00 UTC+2 | Zimbabwe | – referto | Ruanda | Orlando Stadium |

| Bloemfontein settembre 2025, ore 18:00 UTC+2 | Sudafrica | – referto | Nigeria | Free State Stadium |

| Abidjan settembre 2025, ore 19:00 UTC+0 | Benin | – referto | Lesotho | Stadio Félix Houphouët-Boigny |

### 9ª giornata
| ottobre 2025 | Lesotho | – | Nigeria |  |

| ottobre 2025 | Zimbabwe | – | Sudafrica |  |

| ottobre 2025 | Ruanda | – | Benin |  |

### 10ª giornata
| ottobre 2025 | Sudafrica | – | Ruanda |  |

| ottobre 2025 | Lesotho | – | Zimbabwe |  |

| ottobre 2025 | Nigeria | – | Benin |  |